# 藍江傳之反飛組風雲
《藍江傳之反飛組風雲》（英語：Arrest the Restless），台灣上映時片名為《整人探長藍江傳》，是1992年上映的一部香港警匪片，由劉國昌執導，蕭若元監製，張國榮、周慧敏、向華強、葉德嫻主演，為繼1991年《五億探長雷洛傳》後另一部關於探長事蹟的傳記性電影。

## 劇情
藍江在追查一件公寓命案時，得罪了跛豪，被調職到「反飛組」，專門對付作奸犯科的青少年。藍江一心追查命案和販毒事件的真兇，最後受到港督賞識，榮升為九龍總華探長，據說身家超過四億港元。

## 演員
| 演員   | 角色                                              |
| 向華強 | 藍江（影射藍剛）(粵語配音：劉江)                  |
| 張國榮 | 白榮飛                                            |
| 周慧敏 | 梁小敏                                            |
| 葉德嫻 | 白榮飛母親                                        |
| 秦沛   | 顏同探長（影射顏雄）                              |
| 吳國敬 | 周東之子SAM，販毒強姦，無惡不作，最後遭顏同擊斃。 |
| 陳果   | "新馬仔"探員                                      |
| 黎應就 | "火爆"探員                                        |
| 杜德偉 | 麥基                                              |
| 劉德華 | 雷洛（影射呂樂）（片尾客串）                      |
| 張同祖 | 周東爵士                                          |
| 谷峰   | 牛師傅                                            |
| 方平   | 梁小敏父親                                        |
| 唐基明 |                                                   |
| 吳麗珠 | 藍江之妻                                          |
| 梁十一 |                                                   |
| 林敬刚 | 白榮飛手下                                        |
| 張錦程 | 軍裝警員                                          |
| 李兆基 | 沙POP成                                           |
| 羅敏莊 | 女警                                              |
| 陳德森 |                                                   |
| 蔡曉儀 |                                                   |
| 廖見玲 | 梁美君 (燒雞)                                     |
| 藍靖   | 顏同下屬                                          |
| 陳佩珊 |                                                   |
| 謝偉傑 |                                                   |
| 何沛東 |                                                   |
| 林輝泰 |                                                   |
| 胡兆昌 |                                                   |

## 獎項
| 年份 | 頒獎典禮             | 獎項       | 名單   | 結果 |
| ---- | -------------------- | ---------- | ------ | ---- |
| 1993 | 第12屆香港電影金像獎 | 最佳男主角 | 向華強 | 提名 |

## 外部連結
- 香港影庫上《藍江傳之反飛組風雲》的資料（繁體中文）
- 開眼電影網上《藍江傳之反飛組風雲》的資料（繁體中文）
- 时光网上《藍江傳之反飛組風雲》的資料（简体中文）
- 豆瓣电影上《藍江傳之反飛組風雲》的資料 （简体中文）
- 爛番茄上《藍江傳之反飛組風雲》的資料（英文）
- AllMovie上《藍江傳之反飛組風雲》的资料（英文）
- 互联网电影数据库（IMDb）上《藍江傳之反飛組風雲》的资料（英文）